# Кольцо «Мёртвая голова»
Кольцо «Мёртвая голова» (нем. Totenkopfring, SS-Ehrenring) — персональный наградной знак, выдаваемый лично Генрихом Гиммлером членам СС.
Первоначально кольцом награждались старшие офицеры «старой гвардии» (их было менее 5 000 человек), которые продемонстрировали выдающееся мужество и лидерские качества в бою. Но в дальнейшем правила получения кольца упростились, и уже к 1939 году практически каждый офицер СС, прослуживший более 3 лет, мог иметь такую награду. Штабы SS Abschnitte (округов СС) регулярно подавали наверх списки награждённых, дополненные размерами пальцев. В SS Personalhauptamt (Департамент личного состава СС) рассматривали списки и отправляли на места кольца с наградными листами. В качестве дополнительного условия требовался чистый лист дисциплинарных наказаний.
Производством колец занималась компания Gahr & Co. в Мюнхене. 17 октября 1944 года производство колец было остановлено по причине тяжёлого экономического положения в стране, но тем не менее к этому моменту было изготовлено 14 500 колец.
Кольцо производилось из серебряной пластинки методом литья, затем оно сгибалось, после чего к нему припаивалась «Мёртвая голова» — череп с костями. Уже готовое кольцо проходило ручную ювелирную обработку. В разные годы существовали разные штамповки черепа, немного отличавшиеся между собой.
Носилось кольцо на безымянном пальце левой руки. Его вручение, как правило, было приурочено к присвоению очередного звания.

## Дизайн

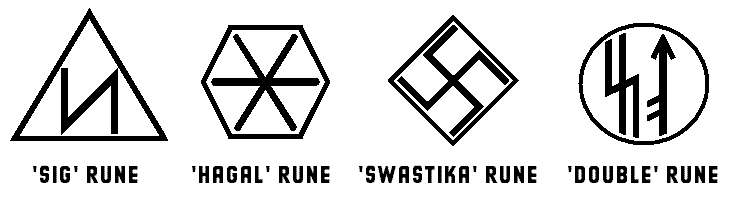
Руны на кольце

Кольца изготавливались из серебра. Руны на кольце отражают заинтересованность Гиммлера в мифологии и оккультизме:
- Свастика (Hakenkreuz) — один из древнейших идеографических символов, символизирует бесконечность существования и цикличность возрождения. Название происходит от двусложного санскритского слова, обозначающего в переводе «благосостояние». Представляет собой правильный равносторонний крест со «сломанными» под прямым углом концами посередине их длины; делится на "светлую", левостороннюю, и "тёмную", правостороннюю. В обоих вариантах впервые стала использоваться в Германии накануне Первой Мировой войны как эмблема «расовой чистоты арийской нации». После 1918 года изображалась на полковых и дивизионных штандартах фрайкора, например, бригады Эрхарда[нем.]. В августе 1920 года Гитлер использовал правостороннюю свастику при оформлении партийного знамени и сравнил впоследствии своё озарение с эффектом «разорвавшийся бомбы». Свастика стала символом НСДАП и нацистской Германии. Этот символ достаточно часто использовался как Войсками СС, так и Аппаратом СС, в том числе и германскими СС, например, формированиями СС во Фландрии (Allgemeene-SS Vlaanderen). В настоящее время в большинстве стран её применение ограничено или полностью запрещено.
- Руна «Зиг» (Siegrune) — атрибут бога войны Тора. Знак власти, энергии, борьбы и смерти. В 1933 году гауптштурмфюрер СС Вальтер Хек, художник-график в мастерской Фердинанда Хофштаттера в Бонне, разрабатывая макет нового значка, объединил две руны «Зиг». Выразительная молниеобразная форма произвела впечатление на Гиммлера, который избрал «сдвоенную молнию» эмблемой СС. За возможность использования знака бюджетно-финансовый отдел СС выплатил правообладателю гонорар в размере 2,5 рейхсмарок. Кроме того, Хек разработал и эмблему CA, объединив руническую «S» и готическую «А».
- Руна «Хайльсцайхен» (Heilszeichen) букв. «знак спасения») — символ успеха и удачи, авторский элемент на тему рунической орнаменталистики.
- Руна «Хагалл» (Hagallrune), символизировала несгибаемость веры (в нацистском понимании этого слова), требовавшейся от каждого члена СС. Эту руну широко использовали во время различных эсэсовских церемоний, в частности, на свадьбах.

На внутренней стороне кольца было выгравировано аббревиатура S Lb. — «Seinem Lieben» (с нем. — «его любимцу»), имя владельца (инициалы), фамилия (полностью), факсимиле подписи Гиммлера и дата вручения. Вместе с кольцом вручалась и специальная круглая коробочка для его хранения, украшенная рунами СС.

## Текст наградного листа
Я награждаю вас кольцом СС «Мёртвая голова». Это кольцо символизирует верность фюреру, наше непреклонное послушание и наше братство и дружбу. Мёртвая голова напоминает нам то, что мы должны быть всегда готовы отдать наши жизни во имя блага немецкого народа. Руны напротив мёртвой головы символизируют наше славное прошлое, которое будет восстановлено через национал-социализм. Две зиг-руны символизируют аббревиатуру СС. Свастика и хагалл-руна означают нашу несгибаемую веру в неизбежную победу нашей философии. Кольцо охватывает дубовый венок, дуб — традиционное немецкое дерево. Кольцо «Мёртвая голова» нельзя купить или продать. Это кольцо никогда не должно попасть в руки того, кто не имеет права держать его. Если вы покинете ряды СС или погибнете, то кольцо должно вернуться к рейхсфюреру СС. Незаконное приобретение или копирование кольца строго запрещено и преследуется по закону. Носите это кольцо с честью!Г. Гиммлер

## Кольца после смерти владельца или ухода из СС

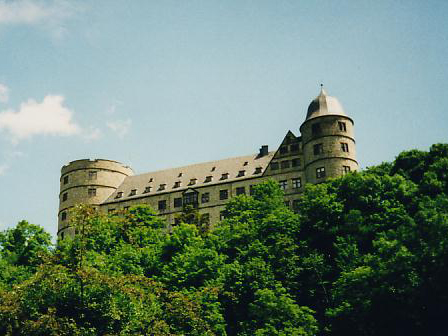
Замок Вевельсбург

В случае смерти владельца или же его ухода из СС, кольцо было положено сдавать Гиммлеру для возвращения его в замок Вевельсбург в качестве памяти о владельце. Если владелец кольца погибал в бою, его соратники должны были предпринять максимум усилий для возврата кольца и предотвращения его попадания в руки врагов. Кольца убитых офицеров СС использовались в экспозиции мемориала Schrein des Inhabers des Totenkopfringes (Гробница владельцев кольца «Мёртвая голова») в замке Вевельсбург. К январю 1945 года 64 % из 14 500 колец были возвращены Гиммлеру. Весной 1945 года все кольца, хранившиеся в Вевельсбурге, по указанию Гиммлера были захоронены под искусственно вызванной лавиной. Они не найдены до сих пор.

## Экспонаты и подделки
Элитарность и мистический ореол кольца вызывали и продолжают вызывать интерес. В нацистской Германии кольцо «Мёртвая голова» считалось престижнейшей наградой (хотя, строго говоря, не было государственной наградой, как орден или именное оружие, а считалось подарком Гиммлера).
Первые подделки появились ещё во время Второй мировой войны — их заказывали себе, как правило, офицеры СС, которые, в силу обстоятельств, не были награждены подлинным кольцом. Поскольку ювелирам было запрещено делать копии кольца на продажу, их изготавливали нелегально, в том числе и узники концлагерей. После войны копий кольца стало ещё больше, особенно польского производства. В целом, все копии можно разделить на несколько категорий:
- Низкокачественные копии, отличие от оригинала видно невооруженным взглядом. Может быть неправильно или криво припаян череп, явно не соответствует шрифт и т. д.
- Фантазии на тему кольца. Хотя и не являются, по сути, копиями, часто выдаются или принимаются за оригинал. У таких колец сильно изменена форма черепа и разрез листьев.
- Копии среднего качества. У таких колец литьё черепа может не соответствовать проставленной дате, могут быть мелкие отличия в разрезе дубовых листьев, обрамляющих кольцо, и т. д.
- Высококачественные копии. Выполнены с соблюдением всех мелких деталей, трудноотличимы от оригинала. Уличить подделку можно лишь с помощью запроса в архив СС, и/или при помощи структурного анализа металла, показывающего реальный возраст кольца.

Выявить оригинал довольно трудно. Поскольку настоящих колец очень мало, каждый подтверждённый оригинал вызывает ажиотаж у коллекционеров военного антиквариата, и продаётся достаточно быстро. Полная экспертиза кольца достаточно длительна, и включает в себя точную проверку на соответствие размеров кольца и формы черепа подтверждённым оригиналам того же периода, что и дата на кольце, запрос архивов СС для проверки подлинности награждения, а также структурный анализ металла на возраст. Однако 80 % подделок — копии довольно низкого качества, и проверить их достаточно легко. Некоторые наиболее часто встречающиеся признаки подделок:
- Фамилия Muller, Lohmann, Deininger, Weber на надписи. Свидетельствует, как правило, о «польском» происхождении подделки.
- Кольцо сделано из золота либо позолочено. Оригинальные кольца изготавливались только из серебра.
- Лобная часть черепа на передней стороне сильно выступает над кромкой кольца.
- Отсутствие ровной вертикальной полосы с внутренней стороны кольца — технологического шва — прямо за черепом. Такой шов всегда был на оригиналах, что являлось следствием технологии производства.
- Присутствие на внутренней стороне кольца, помимо надписи, ещё каких-либо символов, например, эмблемы СС.

Кроме того, существуют перстни СС произвольной формы с литьём «Мёртвой головы». Такие вещи были очень популярны среди офицеров СС, однако это были не наградные, а личные вещи, сделанные на заказ, никак не связанные с кольцом. Однако при продаже чаще всего они тоже называются «Мёртвая голова».